# Лисичино (Гродненская область)
Лиси́чино (бел. Лісі́чына, пол. Lisiczyno) — деревня в Сморгонском районе Гродненской области Белоруссии.
Входит в состав Коренёвского сельсовета.
Расположена в центральной части района. Расстояние до районного центра Сморгонь по автодороге — 7,5 км, до центра сельсовета деревни Корени по прямой — чуть более 3,5 км. Ближайшие населённые пункты — Гаути, Затишье, Подзелёная. Площадь занимаемой территории составляет 0,1450 км², протяжённость границ 2970 м.
Согласно переписи население деревни в 1999 году насчитывало 24 жителя.